# Швабский монетный союз
Швабский монетный союз (нем. Schwäbischer Münzbund) — созданный 20 сентября 1423 года монетный союз, который просуществовал около 100 лет.
В союз входили Графство Вюртемберг, а также города на Боденском озере и швабские города: Констанц, Юберлинген, Линдау, Ванген, Буххорн, Радольфцелль, Равенсбург, Ульм, Ротвайль, Гемюнд, Кемптен, Пфуллендорф, Кауфбойрен, Исни, Гинген, Ален.
Монетами союза были шиллинг, пфенниг и геллер.